# Hazeus maculipinna
Hazeus maculipinna és una espècie de peix de la família dels gòbids i de l'ordre dels perciformes.

## Morfologia
- Els mascles poden assolir 3,7 cm de longitud total.[5][6]

## Hàbitat
És un peix marí, de clima tropical i associat als esculls de corall que viu fins als 20 m de fondària.

## Distribució geogràfica
Es troba a l'Índic occidental: les Maldives.

## Observacions
És inofensiu per als humans.